# Jonathan Legear
Jonathan Legear (* 13. April 1987 in Lüttich) ist ein belgischer Fußballspieler.

## Karriere

### Verein
Legear begann seine Karriere bei Jeunesse Sportive du Thier-à-Liège. Ab 1998 spielte er für die Jugendmannschaften von Standard Lüttich. Zur Saison 2003/04 wechselte er zum RSC Anderlecht, mit dem er anschließend sechs nationale Titel gewann. 2011 ging er weiter nach Russland zu Terek Grosny. Es folgten weitere Stationen bei KV Mechelen, FC Blackpool, Standard Lüttich und VV St. Truiden. Im Januar 2019 wechselte er zum türkischen Erstligisten Adana Demirspor und von dort ein Jahr später zurück in seine Heimat zum Drittligisten URSL Visé.

### Nationalmannschaft
Zwischen 2003 und 2008 absolvierte Legear insgesamt 47 Partien (10 Tore) für diverse belgische Jugendauswahlmannschaften.
Anschließend debütierte er am 8. Oktober 2010 beim EM-Qualifikationsspiel in Kasachstan (2:0) für die belgischen A-Nationalmannschaft. Sein zweiter und letzter Einsatz erfolgte vier Tage später beim 4:4-Unentschieden gegen Österreich.

## Anekdote
Am frühen Morgen des 7. Oktober 2012 war Legear in einen Autounfall verwickelt, bei dem er mit seinem Auto in eine Esso-Tankstelle in Tongern fuhr. Legear, der das Bremspedal mit dem Gaspedal verwechselt hatte, gab an, er sei „leicht betrunken“ gewesen, als er die Kontrolle über sein Auto verloren habe, obwohl sein Grenzwert von 1,5 Gramm lag. Außerdem verletzte er eine Kassiererin im Supermarkt. Ein Esso-Sprecher gab an, dass der Unfall einen Schaden von 250 Tausend bis 350 Tausend Euro verursacht habe; die Lizenz von Legear wurde für zwei Wochen ausgesetzt.
Legear war 2009 als Spieler von RSC Anderlecht auch in einen weiteren Unfall verwickelt, als er mit seinem BMW ZX-5 Auto gegen ein Wohnhaus in Londerzeel prallte. Er musste fünfzig Stunden Zivildienst leisten und sein Führerschein wurde für einen Monat gesperrt.

## Erfolge
- Belgischer Meister: 2006, 2007, 2010, 2012
- Belgischer Pokalsieger: 2008, 2016
- Belgischer Superpokalsieger: 2010